# Konstal 105Na
De 105Na is een tram gebouwd door de Poolse tramfabrikant Konstal.

## Algemeen
De 105Na is de verderontwikkeling van de 105N. In 1979 startte de serieproductie die zou lopen tot 1992. De tram had vergelijkbare karakteristieken als zijn voorganger 105N. Van de 105Na/805Na zijn in totaal 2.143 exemplaren gebouwd, waardoor het de op een na meest gebouwde tram ter Polen is. Deze trams vonden hun weg naar bijna alle Poolse steden met een trambedrijf. De wagens konden met een maximum van drie aan elkaar gekoppeld worden.

## Spreiding
De 105Na/805Na is geleverd aan volgende steden:
- Bydgoszcz
- Częstochowa
- Elbląg
- Gdańsk
- Gorzów Wielkopolski
- Opper-Silezië
- Grudziądz
- Krakau
- Łódź
- Poznań
- Szczecin
- Toruń
- Warschau
- Wrocław

## Afbeeldingen

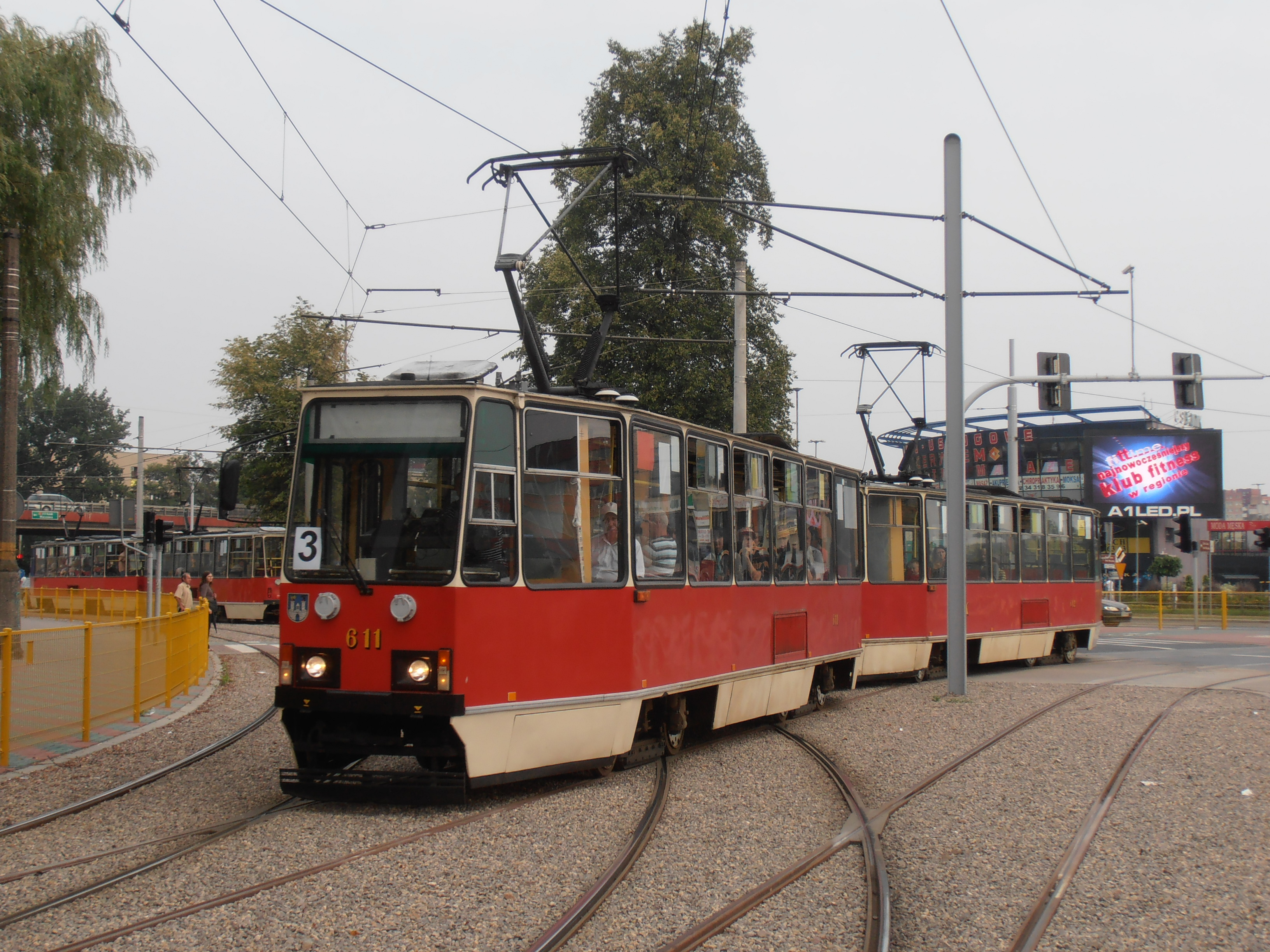
Konstal 105Na in Częstochowa
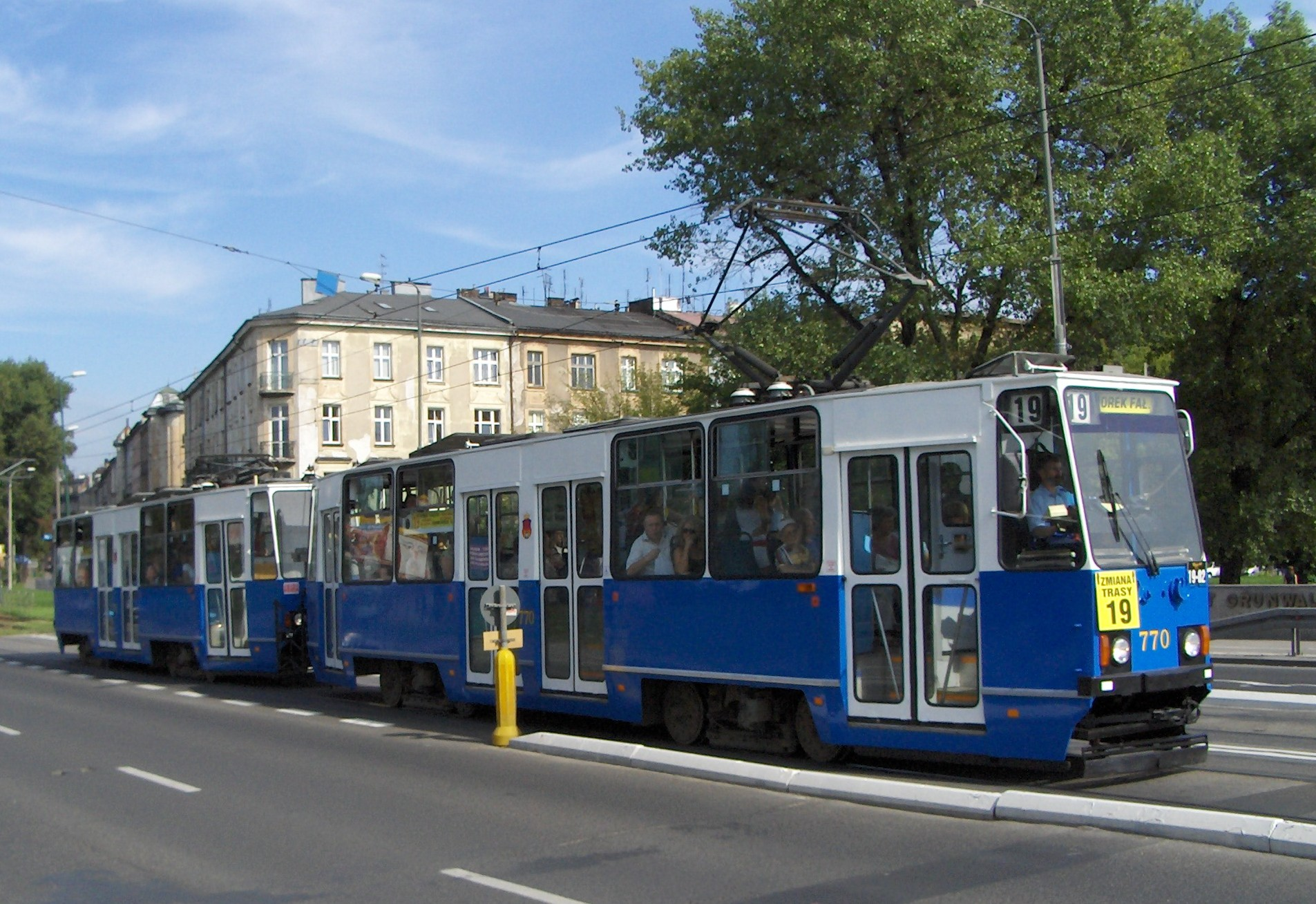
Konstal 105Na in Kraków
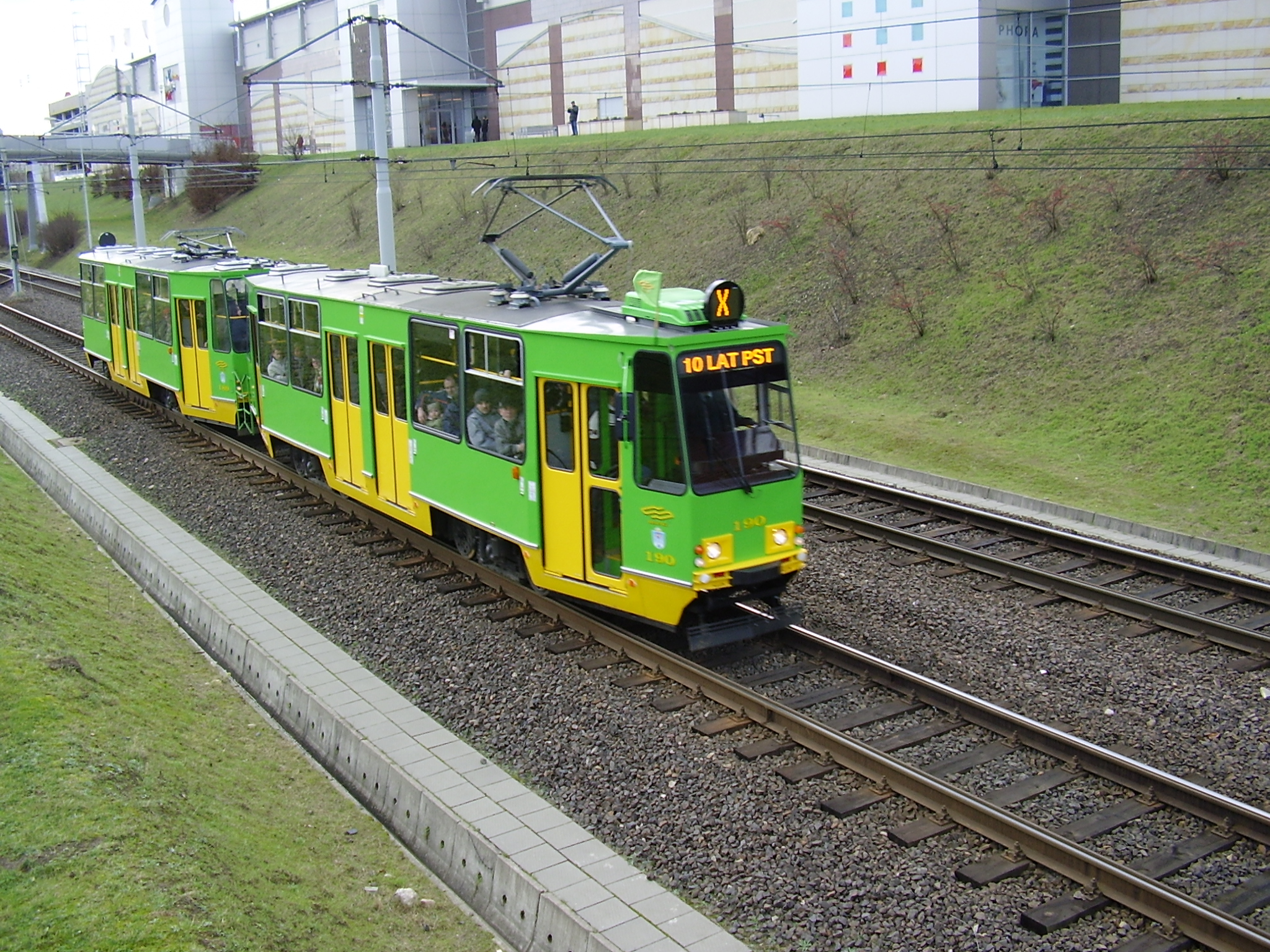
Konstal 105Na in Poznań
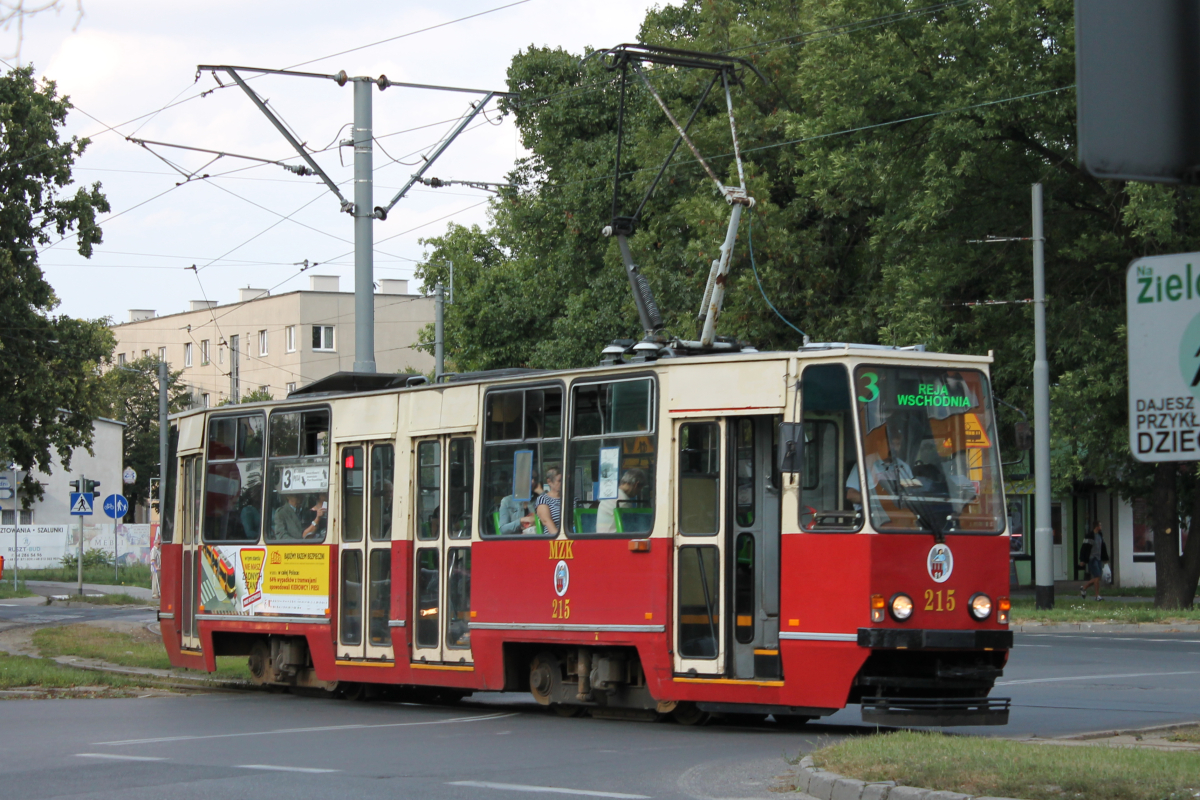
Konstal 805Na in Toruń
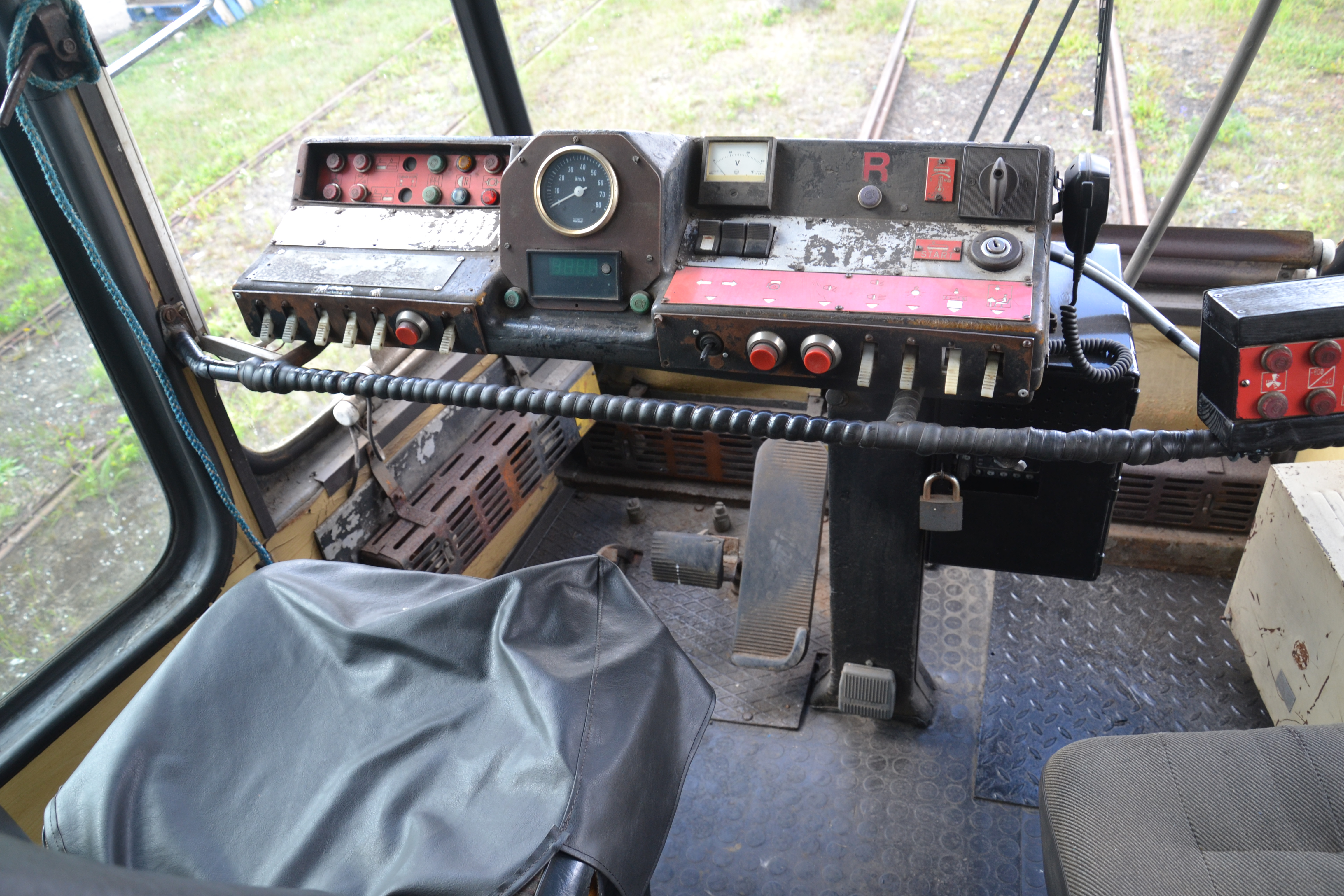